# Veronica thymifolia
Veronica thymifolia är en grobladsväxtart som beskrevs av John Sibthorp och Sm.. Veronica thymifolia ingår i släktet veronikor, och familjen grobladsväxter. Inga underarter finns listade i Catalogue of Life.